# 佐伯市立西浦小学校
佐伯市立西浦小学校（さいきしりつにしうらしょうがっこう）は、かつて大分県佐伯市蒲江にあった公立小学校である。

## 概要
2017年（平成29年）4月1日に旧蒲江町の6小学校・1分校を統合して佐伯市立蒲江翔南小学校が開校することに伴い、3月31日を以て閉校した。卒業生の総数は4,790人。

## 沿革
- 1874年（明治7年）4月 - 東薬師庵を校舎として西浦小学校開校。
- 1887年（明治20年）4月 - 西野簡易学校となる。
- 1892年（明治25年）10月 - 西浦尋常小学校に改称。
- 1925年（大正14年）4月 - 現在地に移転。
- 1925年（大正14年）5月 - 高等科併置。西浦尋常高等小学校に改称。
- 1941年（昭和16年）4月 - 下入津村立西浦国民学校に改称。
- 1945年（昭和20年）9月 - 台風により全校舎倒壊。
- 1947年（昭和22年）1月 - 校舎改築。
- 1947年（昭和22年）4月 - 下入津村立西浦小学校に改称。中学校を併設。
- 1955年（昭和30年）4月 - 町村合併に伴い蒲江町立西浦小学校に改称。
- 1957年（昭和32年）1月 - 下入津中学校を小学校より分離。
- 1960年（昭和35年）4月 - 北校舎新築。
- 1973年（昭和48年）5月 - 新校舎落成。
- 1974年（昭和49年）10月 - 開校百周年記念式典挙行。
- 1980年（昭和55年）3月 - 体育館落成。
- 1981年（昭和56年）8月 - プール完成。
- 1988年（平成元年）2月 - 特別教室（鉄筋3階建）改築落成。
- 1994年（平成6年）2月 - 完全給食開始。
- 2003年（平成15年）7月 - 校舎改修のため、旧下入津中学校校舎に一時全校移転。
- 2003年（平成15年）11月 - 校舎が完成し、旧下入津中学校校舎より移転。
- 2005年（平成17年）3月3日 - 市町村合併に伴い佐伯市立西浦小学校に改称[2]。
- 2017年（平成29年）2月26日 - 閉校式挙行[1]。
- 2017年（平成29年）3月31日 - 閉校。